# Christophe Morel
Pour les articles homonymes, voir Morel.
 Christophe Morel, né le 16 juin 1975 à Vienne, puis résident à Moidieu Détourbe, est un coureur cycliste français des années 1990-2000.

## Biographie
Spécialisé dans le cyclo-cross, il devient champion de France 1997 chez les espoirs. Cette même année, il est médaillé de bronze au championnat du monde espoirs en Allemagne. Il devient par la suite deux fois champion de France professionnel en 1999 et 2000. Professionnel sur route chez Besson Chaussures puis Saint-Quentin-Oktos, il remporte le Manx Trophy en 1997 et le Tour Nord-Isère en 2003.  

## Palmarès en cyclo-cross
- 1992-1993
  - 3e du championnat de France de cyclo-cross espoirs
- 1993-1994
  - 3e du championnat de France de cyclo-cross espoirs
- 1994-1995
  - 2e du championnat de France de cyclo-cross espoirs
- 1995-1996
  - Champion d'Île-de-France de cyclo-cross espoirs
- 1996-1997
  -  Champion de France de cyclo-cross espoirs
  -  Médaillé de bronze du championnat du monde de cyclo-cross espoirs
- 1998-1999
  -  Champion de France de cyclo-cross
  - Cyclo-cross du Mingant, Lanarvily
- 1999-2000
  -  Champion de France de cyclo-cross
  - Challenge de la France Cycliste 3, Sarrebourg
- 2003-2004
  - 3e du championnat de France de cyclo-cross

## Palmarès sur route
- 1997
  - Manx Trophy
  - 5e étape du Tour de la Dordogne
  - 3e du Tour Nord-Isère
- 2003
  -  Classement Général du  Tour Nord-Isère